# Plan Annana

Proponowana flaga Zjednoczonego Cypru

Plan Annana – plan zakładający zjednoczenie Cypru Północnego i Cypru odrzucony w referendum z 2004 roku. 

## Opis
Nazwa planu pochodzi od nazwiska sekretarza generalnego Organizacji Narodów Zjednoczonych Kofiego Annana. Plan miał pięć wersji. Zakładał on zjednoczenie Cypru i utworzenie jednego państwa zajmującego terytorium całej wyspy Cypr oprócz brytyjskiego terytorium zależnego Akrotiri i Dhekelia. Państwo miało być federacją dwóch państw składowych (północnego Cypru zamieszkanego głównie przez Turków cypryjskich i południowego Cypru zamieszkanego głównie przez Greków cypryjskich) o szerokiej autonomii połączonych rządem federalnym. Krajowa izba wyższa parlamentu (senat) miała liczyć 48 członków, 24 osoby miały reprezentować Turków cypryjskich i pozostałe 24 osoby Greków cypryjskich. Krajowa izba niższa (izba deputowanych) miała liczyć 48 członków podzielonych pomiędzy obie społeczności proporcjonalnie do ich populacji (żadna ze społeczności nie mogła mieć jednak mniej niż 12 reprezentantów). Plan zakładał również stworzenie konstytucji federalnej. Plan zakładał, że powierzchnia tureckiej części wyspy zostanie zmniejszona do 29%.  

## Poparcie
Odrzucenie planu rekomendował ówczesny prezydent Cypru Tasos Papadopulos. Premier Grecji Kostas Karamanlis nie zajął jednoznacznego stanowiska wobec planu, zaś partia PASOK i jej lider Jorgos Papandreu byli zwolennikami przyjęcia planu. Przeciwnikiem przyjęcia planu był ówczesny prezydent Cypru Północnego Rauf Denktaş. Akceptację planu rekomendował ówczesny premier Cypru Północnego Mehmet Ali Talat. Oprócz tego za przyjęciem planu opowiedziało się Zgromadzenie Demokratyczne i Zjednoczeni Demokraci. Ponadto za odrzuceniem planu opowiedziały się: Postępowa Partia Ludzi Pracy, Partia Demokratyczna i Ruch na rzecz Socjaldemokracji.

## Referendum
| Uprawnieni                        | Grecy cypryjscy | Grecy cypryjscy | Turcy cypryjscy | Turcy cypryjscy | Suma głosów | Suma głosów |
| Uprawnieni                        | Głosy           | %               | Głosy           | %               | Głosy       | %           |
| --------------------------------- | --------------- | --------------- | --------------- | --------------- | ----------- | ----------- |
| Za                                | 99 976          | 24,17           | 77 646          | 64,91           | 177 622     | 33,30       |
| Przeciw                           | 313 704         | 75,83           | 41 973          | 35,09           | 355 677     | 66,70       |
| nieważne/puste głosy              | 14 907          | 3,48            | 5 344           | 4,28            | 20 251      | 3,66        |
| Suma                              | 428 587         | 100,0           | 124 963         | 100,0           | 553 550     | 100,0       |
| Zarejestrowani/uprawnieni wyborcy | 480 564         | 89,18           | 143 636         | 87,00           | 624 200     | 88,68       |
| Źródło: GreekNews, Election Guide |                 |                 |                 |                 |             |             |

Wśród głosujących Turków cypryjskich większość głosujących zagłosowała za przyjęciem Planu Annana, zaś wśród głosujących Greków cypryjskich większość głosujących zagłosowała przeciw przyjęciu planu. Plan został więc odrzucony (do jego przyjęcia wymagano zatwierdzenia przez obie społeczności).